# Formica accreta
Formica accreta är en myrart som beskrevs av André Francoeur 1973. Formica accreta ingår i släktet Formica och familjen myror. Inga underarter finns listade i Catalogue of Life.

## Bildgalleri

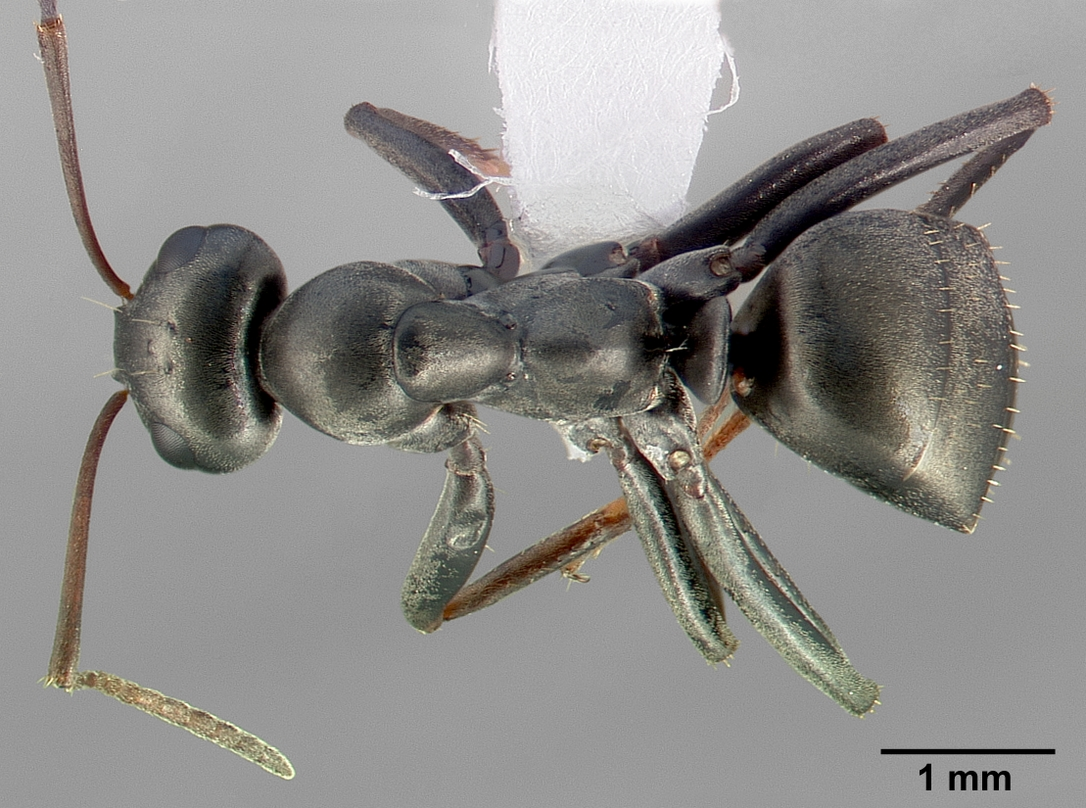
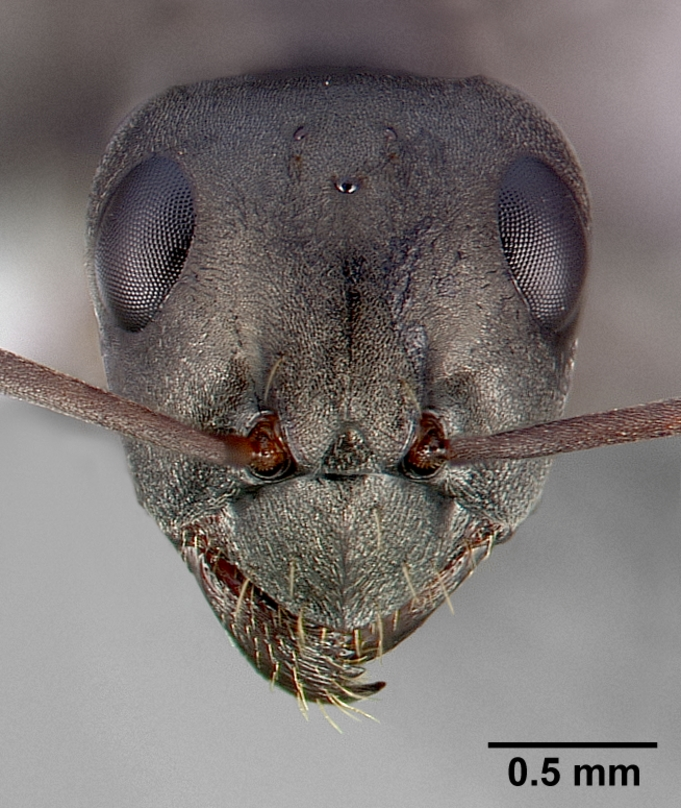
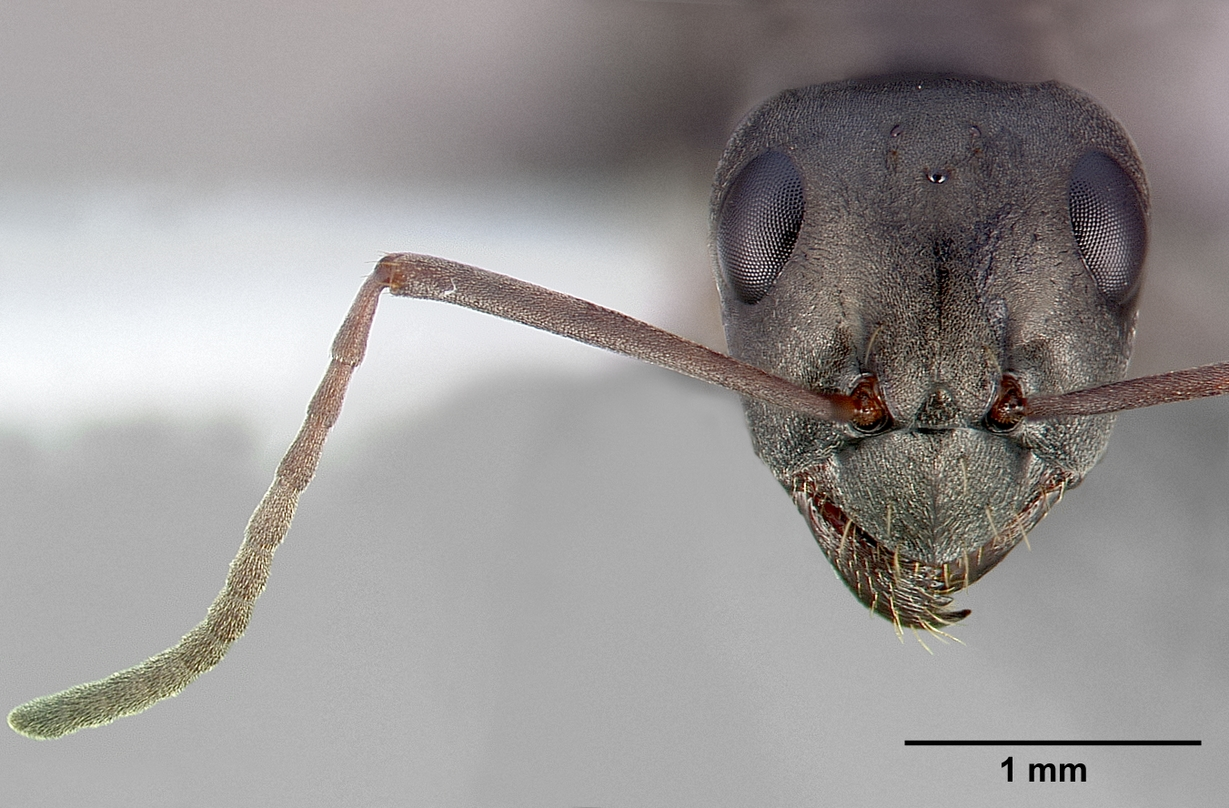
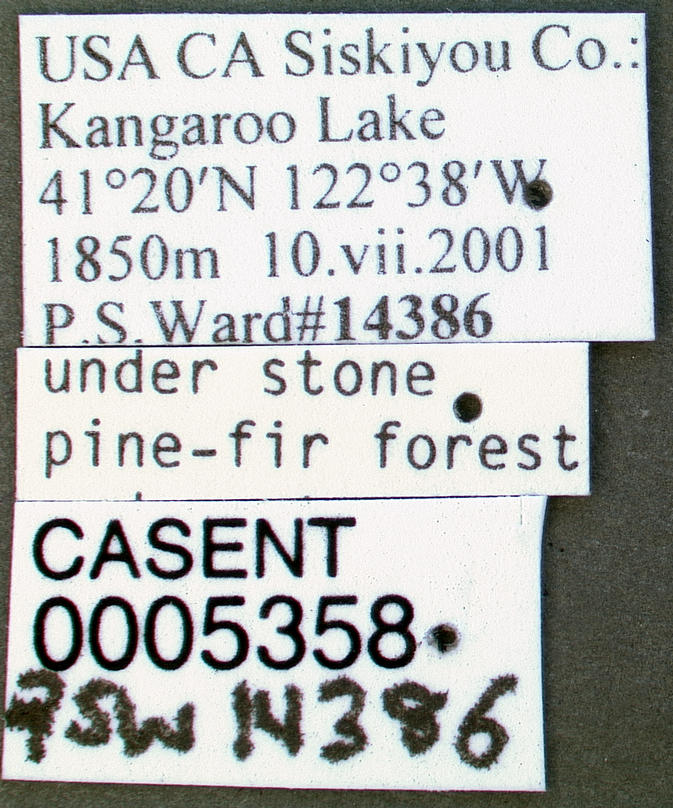
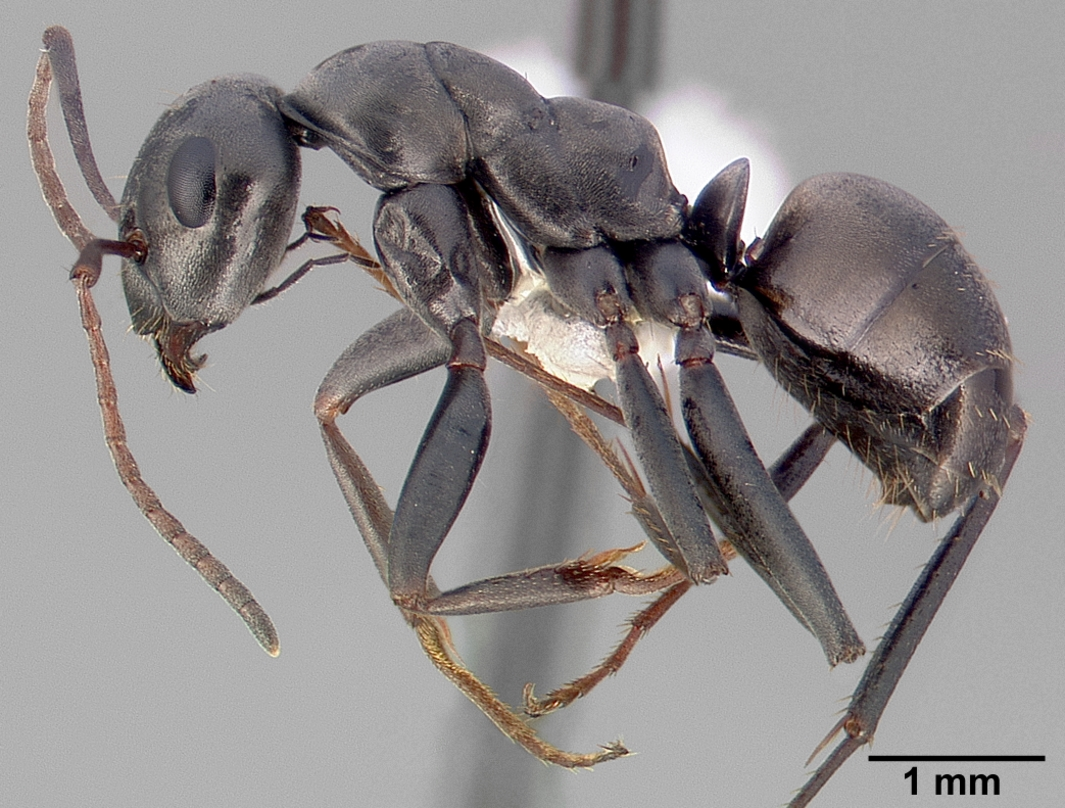
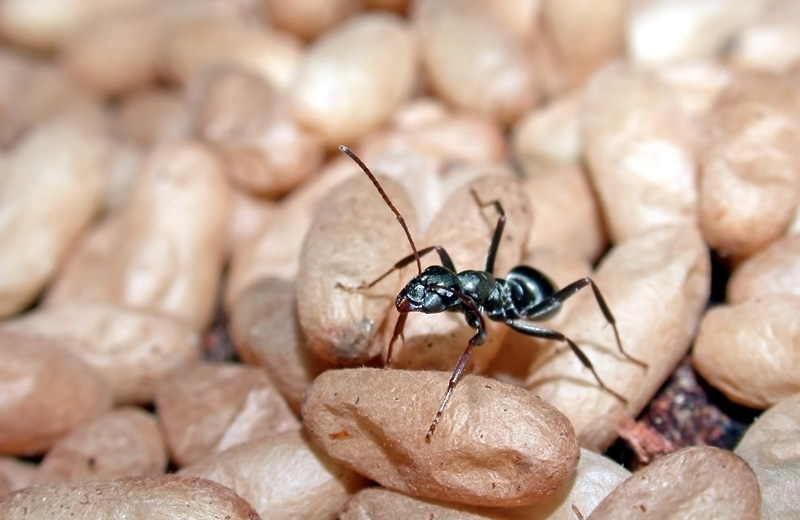